# Schmaletz
Schmaletz właściwie Grzegorz Martecki (ur. 22 grudnia 1969 w Ostródzie) – warszawski kompozytor i twórca muzyki alternatywnej inspirowanej m.in. punkiem i muzyką elektroniczną.
Jako Grzegorz Martecki przygotowuje dźwięk i komponuje muzykę do filmów i produkcji telewizyjnych (szczególnie dla TVP Kultura). Jako Schmaletz tworzy, nagrywa i produkuje płyty z oryginalną muzyką i publicystycznymi, często osobistymi tekstami.
Był też związany ze środowiskiem "Frondy", a obecnie z "44 / Czterdzieści i Cztery".

## Ważniejsza filmografia
- Przedszkolandia, reż. B. Pawłowska (2002) - muzyka
- cykl Chleb nasz powszedni, reż. J. Klecel - muzyka
- Nowa sztuka w Izraelu, reż. P. Śliwowski (dokument, 2007) - muzyka
- Wyjechani, reż K. Kawecka (2007) - muzyka
- Ballada o Nowej Hucie, reż. S. Keller (dokument, 2008) - muzyka

## Dyskografia
1. Czepianie i zrzynanie (2003)
2. Quasi Live (2004)
3. Muzyka ilustracyjna - firmowana: Grzegorz Martecki (2005)
4. Codzienność (2006)
5. I like my wife (maxi-singel, 2007)
6. Melisa, muzyka, miłość i eM (2007)
7. Samoklęski - Szczęśliwice (maxi-singel, 2008)
8. Nic (2009)[1]